# Paralimopsis
Paralimopsis is een geslacht van kreeftachtigen uit de klasse van de Malacostraca (hogere kreeftachtigen).

## Soorten
- Paralimopsis carinata Moosa, 1991
- Paralimopsis paulocarinata (Blumstein, 1972)